# Юган Людвіг Рунеберг
Ю́ган Лю́двіґ Ру́неберґ (швед. Johan Ludvig Runeberg; 5 лютого 1804, Якобстад, Фінляндія — 6 травня 1877, Порвоо, Фінляндія) — фінський поет-романтик, філософ, писав шведською мовою.
Його найвідоміший цикл віршів — «Оповідання прапорщика Столя» (швед. Fänrik Ståhls sägner); один із творів цього циклу — «Наша земля» (швед. Vårt land, фін. Maamme) — став державним гімном Фінляндії. За етнічним походженням швед (його рід походить зі шведської провінції Емтланд).

## Біографія
Був першою дитиною в родині моряка Лоренца Ульріка Рунеберґа й Анни Марії Мальм. Відзначився тим, що почав надзвичайно пізно говорити.
Освіту здобув у м. Оулу, потім у м. Вааса, пізніше навчався в Університеті Обу (Турку, 1822). Тут увійшов у коло молодих шведських учених-феноманів — Йогана Снельмана, Захаріаса Топеліуса. Ці люди відіграли ключову роль у фінському національному відродженні XIX ст. і, зокрема, у національному становленні Рунеберґа. Також у Турку Рунеберґ починає публіцистичну творчість. Проте через нестатки перериває навчання і два роки проводить у місцевості Сааріярві, де близько знайомиться з патріархальним побутом фінського селянства. Звідси він виносить романтичний образ фінського народного світу, де зберігаються неушкодженими стародавні національні традиції.
1827 Рунеберґ отримує ступінь магістра і залишається в університеті (у цей час ун-т перевели з Турку до Гельсінкі) доцентом латинської літератури. З 1830 викладає риторику. Випускає першу збірку «Вірші» (швед. Dikter), яка стала подією у всій шведськомовній літературі. У цей же час захоплюється фольклором, перекладає сербську народну поезію.
1831 одружується з Фредерікою Шарлоттою Тенґстрем — вони матимуть восьмеро дітей. Сама дружина згодом також стане письменницею — авторкою історичних творів у стилі Вальтера Скотта, а один із синів, Вальтер — відомим скульптором.
1832—1837 — редагує літературний журнал «Ранкова зоря».
1833 — друга збірка віршів. 1837 — переїзд до м. Порвоо, де він згодом стає директором класичної гімназії. Тут же він заснував шведомовну газету Borgå Tidning.
1851 — поїздка до Швеції на зустріч із відомими скандинавськими поетами. На пропозицію залишится у Стокгольмі на вигідному місці, він сказав: «Фінляндія — бідна мати, якій потрібні всі її сини.»
1857 — закінчив роботу над новою редакцією перекладів псалмів для Лютеранської церкви («Проект шведської книги псальмів для євангелічно-лютеранських приходів у Великому князівстві Фінляндському»).
1863 — Рунеберґа на полюванні розбиває параліч, який приковує поета до ліжка і назавжди позбавляє можливості творити.
1876 — іноземний почесний член Петербурзької АН. Кавалер ордена святої Анни, доктор богослов'я.

## Творчість
Рунеберґ — лідер серед фінських авторів XIX ст. за кількістю перевидань у світі. Творчий спадок вражає[кого?] — це три збірки віршів, епічні, драматичні поеми, балади, легенди, переклади, літературно-критичні, філософські статті, есеї. У них поєднався романтичних світогляд, глибокий інтерес і знання античності, класицистська поетична традиція, лютеранські ідеали. На думку критиків, Рунеберґ — останній європейський поет-романтик, який стоїть в одному ряду з П. Шеллі, В. Гюґо, Ламартіном, Ш. Петефі, Т. Шевченком.
Рунеберґ був справді набожною людиною і створив цикл духовних псальмів для лютеранської церкви. Із світської творчості виділяють трагедію «Kungarne pa Salamis» (Королі в Саламіні). На думку критиків, дещо випадає з контексту його творчості романтична поема «Nadeschda» (Надежда, 1841), в якій ідеалізується московська цариця Катерина II.
Серед найвідоміших творів Рунеберґа — поема, що написана гекзаметром, «Полювальники на лося» (швед. Elgskyttarne), «Король Фьялар» (швед. Kung Fjalar), текст «Björneborgarnas marsch», цикл віршів «Оповідання прапорщика Столя» (швед. Fänrik Ståhls sägner). Останній присвячений боротьбі шведської армії проти інтервенції Російської імперії 1808—1809, але насправді маніфестує новий фінський націоналізм, що прагне до політичного звільнення Батьківщини. «Оповідання» отримали «культову» популярність, і разом з «Калевалою» Е. Леннрота, рахуються базовими літературними творами фінської нації. Всі твори перекладені фінською мовою. Також 2005 в Санкт-Петербурзі видано велику збірку творів Рунеберґа у російських перекладах. Українських перекладів Рунеберга поки що немає.
5 лютого у Фінляндії святкують День Рунеберґа.

## Твори
- Runot (Вірші), 1830

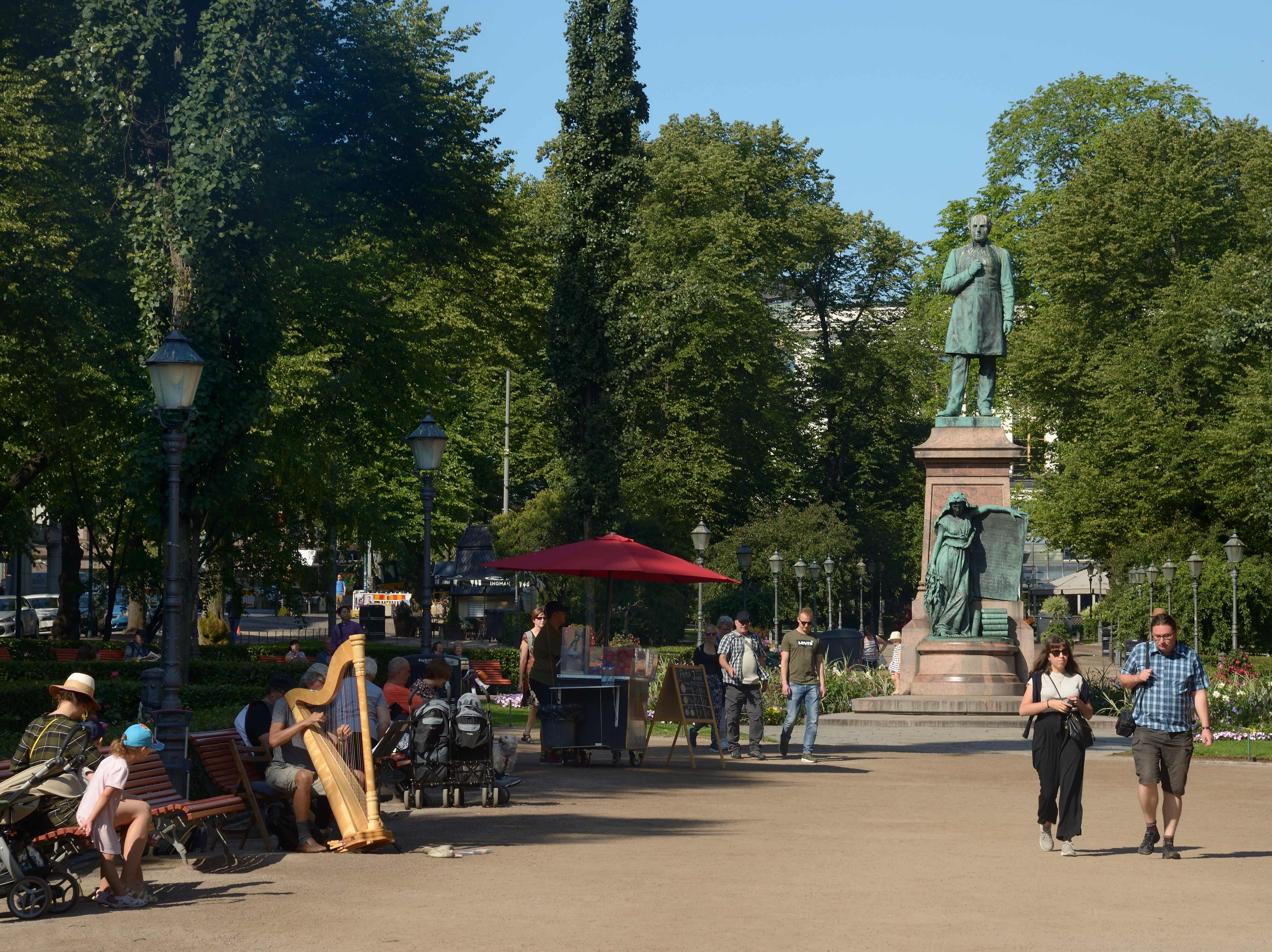
Пам'ятник Югану Людвігу Рунебергу на Еспланаді у Гельсінкі

- Hirvenhiihtäjät (Полювальники на лося), 1832
- Runot. Toinen vihko (Вірші. Другий зошит), 1833
- Hanna (Ганна), 1836
- Nadeschda ja Jouluilta (Надежда), 1841
- Runot. Kolmas vihko (Вірші. Третій зошит), 1843
- Kuningas Fjalar (Король Фьялар), 1844
- Vänrikki Stoolin tarinat, ensimmäinen osa (Оповідання прапорщика Столя, 1-а частина), 1848
- Vänrikki Stoolin tarinat, toinen osa (Оповідання прапорщика Столя, 2-а частина), 1860
- Salamiin kuninkaat (Королі в Саламі), 1863